# 乔治·波利策
乔治·波利策（法語：Georges Politzer，1903年5月3日—1942年5月23日），匈牙利犹太裔法国哲学家和马克思主义理论家，外号“红头哲学家”（philosophe roux）。生于今罗马尼亚奥拉迪亚（当时是匈牙利的纳吉瓦拉德）。他在犹太人大屠杀中遇害。